# Đài Bắc Trung Hoa tại Thế vận hội Mùa đông 2014
Đài Bắc Trung Hoa tham gia Thế vận hội Mùa đông 2014 tại Sochi, Nga từ ngày 7 đến 23 tháng 2 năm 2014. Đội tuyển Đài Bắc Trung Hoa gồm ba vận động viên tại ba môn thể thao, bao gồm lần đầu tiên tham gia trượt băng tốc độ vòng ngắn và trượt băng tốc độ.

## Trượt băng nằm ngửa
Đài Bắc Trung Hoa được tái phân phối một hạn ngạch trong môn trượt băng nằm ngửa.
| Vận động viên | Nội dung | Lần 1     | Lần 1 | Lần 2     | Lần 2 | Lần 3     | Lần 3 | Run 4     | Run 4 | Tổng      | Tổng |
| Vận động viên | Nội dung | Thời gian | Hạng  | Thời gian | Hạng  | Thời gian | Hạng  | Thời gian | Hạng  | Thời gian | Hạng |
| ------------- | -------- | --------- | ----- | --------- | ----- | --------- | ----- | --------- | ----- | --------- | ---- |
| Liên Đức An   | Đơn nam  | 1:02,961  | 39    | 55,315    | 39    | 55,287    | 38    | 54,528    | 39    | 3:48,091  | 39   |

## Trượt băng tốc độ vòng ngắn
Một vận động viên của Đài Bắc Trung Hoa giành được tư cách tham dự Thế vận hội thông qua giải Vô địch Thế giới Trượt băng tốc độ vòng ngắn 2013–14 diễn ra vào tháng 11 năm 2013.
Nam
| Vận động viên       | Nội dung | Cuộc đua  | Cuộc đua | Tứ kết    | Tứ kết    | Bán kết   | Bán kết   | Chung kết | Chung kết |
| Vận động viên       | Nội dung | Thời gian | Hạng     | Thời gian | Hạng      | Thời gian | Hạng      | Thời gian | Hạng      |
| ------------------- | -------- | --------- | -------- | --------- | --------- | --------- | --------- | --------- | --------- |
| Mackenzie Blackburn | 500 m    | 42,337    | 3        | không đạt | không đạt | không đạt | không đạt | không đạt | 23        |
| Mackenzie Blackburn | 1000 m   | 1:26,814  | 3        | không đạt | không đạt | không đạt | không đạt | không đạt | 23        |

## Trượt băng tốc độ
Dựa trên các kết quả từ Cúp Thế giới Mùa thu mùa Cúp Thế giới Trượt băng tốc độ ISU 2013–14, Đài Bắc Trung Hoa giành được hạn ngạch sau đây:
Nam
| Vận động viên    | Nội dung | Lần 1         | Lần 1         | Lần 2         | Lần 2         | Kết quả   | Kết quả |
| Vận động viên    | Nội dung | Thời gian     | Hạng          | Thời gian     | Hạng          | Thời gian | Hạng    |
| ---------------- | -------- | ------------- | ------------- | ------------- | ------------- | --------- | ------- |
| Tống Thanh Dương | 500 m    | 35.732        | 31            | 35.63         | 33            | 71.36     | 33      |
| Tống Thanh Dương | 1000 m   | không áp dụng | không áp dụng | không áp dụng | không áp dụng | 1:13,79   | 40      |